# Husby (Allemagne)
Pour les articles homonymes, voir Husby.
Husby est une municipalité allemande située dans le land du Schleswig-Holstein et dans l'arrondissement de Schleswig-Flensbourg.